# 智利共产主义青年

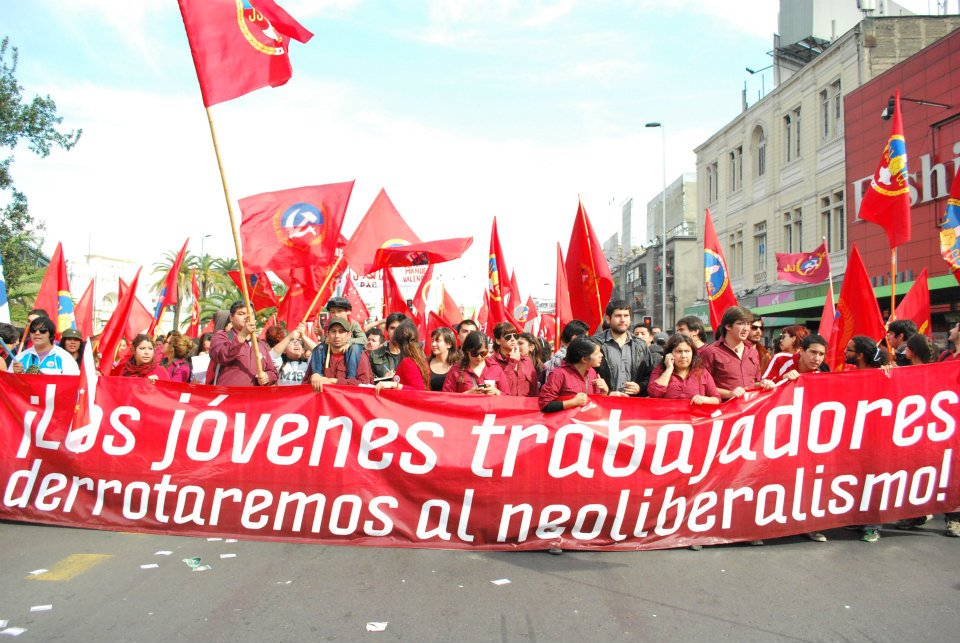
2012年五一劳动节，智利共产主义青年成员参加示威游行。

智利共产主义青年（西班牙語：Juventudes Comunistas de Chile，缩写为JJ.CC.）是智利共产党的青年翼。该组织成立于1932年9月5日。该组织以马克思列宁主义为指导思想。该组织的主席是卡米洛·桑切斯·皮萨罗，总书记是雷纳尔多·莫拉莱斯。该组织是世界民主青年联盟的成员。该组织现有5300名成员。该组织的成员在智利各种学生组织中扮演了重要角色。